# Округ Хајд (Јужна Дакота)
Хајд (енгл. Hyde County) је округ у америчкој савезној држави Јужна Дакота.

## Демографија
По попису из 2010. године број становника је 1.420, што је 251 (-15,0%) становника мање него 2000. године.
| Група             | 2000.         | 2010.         |
| Белци             | 1.519 (90,9%) | 1.263 (88,9%) |
| Афроамериканци    | 2 (0,1%)      | 1 (0,1%)      |
| Азијати           | 0 (0,0%)      | 3 (0,2%)      |
| Хиспаноамериканци | 8 (0,5%)      | 15 (1,1%)     |
| Укупно            | 1.671         | 1.420         |